# Камерун на Чемпіонаті світу з легкої атлетики 2017
Камерун на Чемпіонаті світу з легкої атлетики 2017, що проходив з 4 по 13 серпня 2017 року в Лондоні (Велика Британія) був представлений 2 спортсменами.

## Результати

### Чоловіки
Трекові і шосейні дисципліни
| Спортсмен              | Дисципліна | Попередній раунд | Попередній раунд | Забіги    | Забіги | Півфінал        | Півфінал        | Фінал           | Фінал           |
| Спортсмен              | Дисципліна | Результат        | Місце            | Результат | Місце  | Результат       | Місце           | Результат       | Місце           |
| ---------------------- | ---------- | ---------------- | ---------------- | --------- | ------ | --------------- | --------------- | --------------- | --------------- |
| Жан Тарсисіус Батамбок | 100 м      | 10.71 PB         | 5 q              | 10.75     |        | Завершив виступ | Завершив виступ | Завершив виступ | Завершив виступ |

### Жінки
Технічні дисципліни
| Спортсмен     | Дисципліна     | Кваліфікація | Кваліфікація | Фінал     | Фінал |
| Спортсмен     | Дисципліна     | Результат    | Місце        | Результат | Місце |
| ------------- | -------------- | ------------ | ------------ | --------- | ----- |
| Оріоль Донгмо | Штовхання ядра |              |              |           |       |